# Wielka Pagoda Dzikich Gęsi

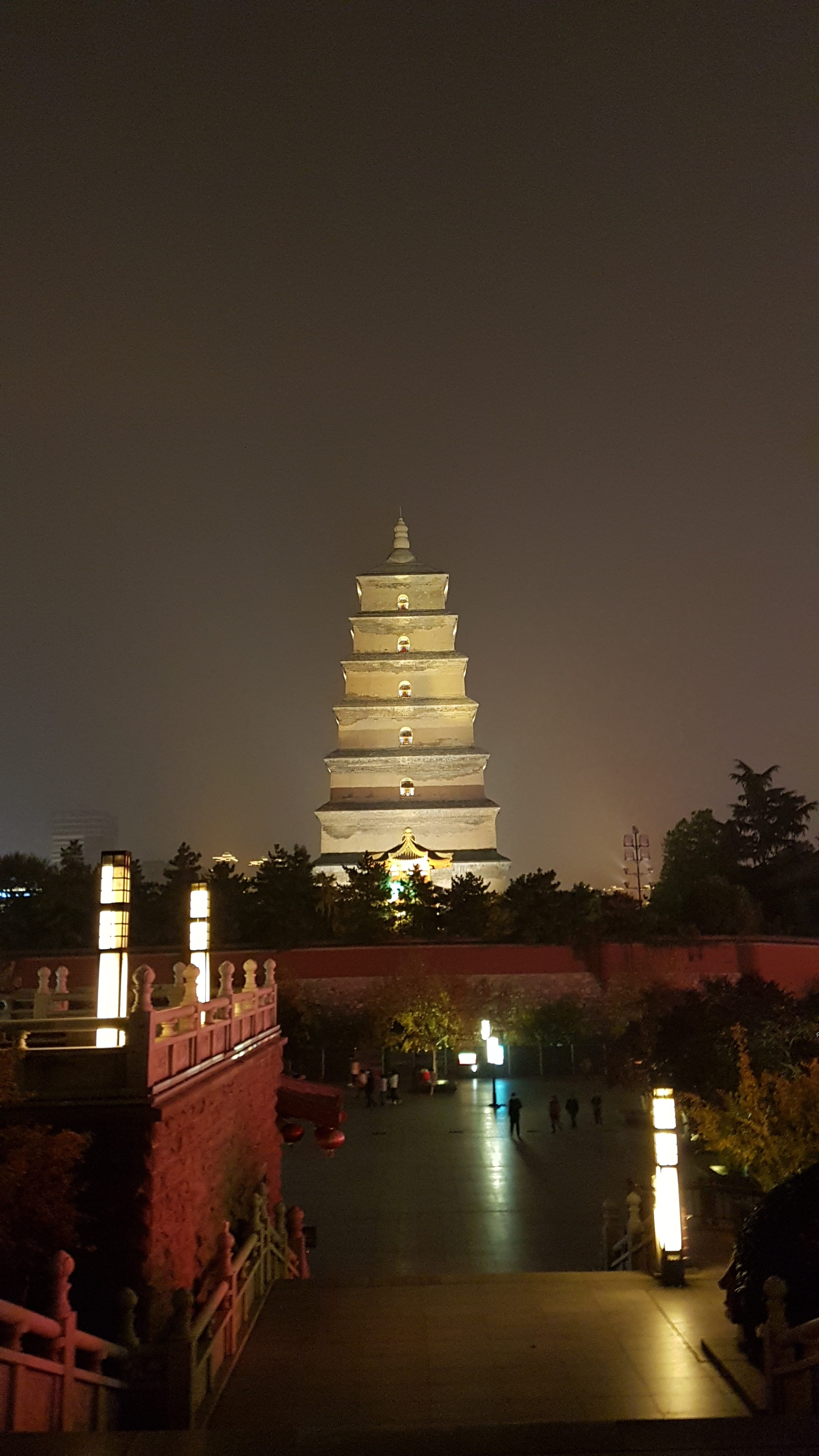
Wielka Pagoda Dzikich Gęsi nocą

Wielka Pagoda Dzikich Gęsi (chiń.: 大雁塔; pinyin: Dàyàn Tǎ) – buddyjska pagoda położona w mieście Xi’an, w prowincji Shaanxi, w Chinach. Została wzniesiona w 652 roku, w czasach dynastii Tang, składała się pierwotnie z pięciu kondygnacji. Została przebudowana w 704 roku, w okresie panowania cesarzowej Wu Zetian, a podczas rządów dynastii Ming odnowiono jej ceglaną fasadę zewnętrzną. Jedną z wielu funkcji pagody było przechowywanie sutr i figurek Buddy przywiezionych do Chin z Indii przez buddyjskiego tłumacza i podróżnika Xuanzanga.

## Historia pagody i jej okolice
Pagoda została zbudowana za rządów cesarza Tang Gaozonga (649–683) i osiągała wysokość 54 m. Jednak pięć dekad później konstrukcja z ubitej ziemi, z kamienną fasadą zewnętrzną, zawaliła się. Cesarzowa Wu Zetian odbudowała pagodę w 704 roku, dodając do niej pięć kondygnacji. W 1556 roku, podczas trzęsienia ziemi w Shaanxi, budowla została poważnie uszkodzona i zniszczeniu uległy trzy kondygnacje. Ostatecznie ostało się siedem kondygnacji, które zachowały się do obecnego dnia. Cała konstrukcja jest wyraźnie pochylona (kilka stopni) w kierunku zachodnim. Podobna pagoda – pochodząca z VIII w. Mała Pagoda Dzikich Gęsi – w owym trzęsieniu ziemi doznała jedynie niewielkich szkód, które nie zostały naprawione do dziś. Wielka Pagoda Dzikich Gęsi była intensywnie remontowana w okresie panowania dynastii Ming (1368–1644), a w roku 1964 dokonano renowacji. Obecnie pagoda ma wysokość 64 m i stanowi dobry punkt obserwacyjny.
Za czasów dynastii Tang pagoda znajdowała się na terenie klasztoru, na otoczonym murem obszarze, który był częścią miasta, znanego później pod nazwą Chang’an. Na tych terenach znajdowało się wówczas dziesięć dziedzińców. Ówcześni uczniowie, którzy zdawali egzaminy urzędnicze, zapisywali w klasztorze swoje imiona.
W pobliżu pagody znajduje się świątynia Da Ci’en, która została zbudowana w 589 roku, a jej przebudowy dokonano w roku 647 ku pamięci matki przyszłego cesarza Gaozonga – cesarzowej Wende.
Przed świątynią stoi posąg mnicha Xuanzanga.